# La mujer de Iván
La mujer de Iván es una película chilena protagonizada por Marcelo Alonso y María de los Ángeles García, y dirigida por Francisca Silva. El proyecto nace como una tesis de la Escuela de Cine de Chile y luego de ser estrenada en 2011 en el festival de cine SANFIC (Santiago de Chile) comenzó a hacer un importante recorrido por festivales internacionales de cine, hasta que en 2013 fue estrenada en salas comerciales de Chile.
Obtuvo cuatro importantes premios internacionales, entre ellos el premio FIPRESCI y el premio al mejor director en Kerala (India). La película aborda temas universales como la represión de la mujer y su camino por alcanzar la libertad, la lucha de poder y el intercambio de roles entre víctima y victimario, y la extinción de la moral en una situación límite como es el cautiverio.

## Argumento
La historia gira en torno a Natalia (María de los Ángeles García) una joven de 15 años que desde niña vive encerrada en la casa de Iván (Marcelo Alonso) un hombre de 40 años. Pese al tipo de vida en el que viven, entre ellos se ha creado una vida cotidiana y familiar. Cuando la joven tiene su despertar sexual, Iván (Marcelo Alonso) comienza a ser seducido por la idea de tener una mujer, ser amado y deseado a la vez; su poder comienza a debilitarse mientras en ella se hace más fuerte su deseo de libertad. Natalia toma conciencia del poder que va adquiriendo y comienza a asumir tareas en la casa, pide cosas, seduce y exige más. La casa se transforma en un campo de batalla claro y abierto, en el que Iván y Natalia van alcanzando un grado de intimidad condicionada por el aislamiento del mundo, los límites del cautiverio, las ansias de libertad y sobre todo, la extinción de la moral.

## Reparto
- Marcelo Alonso como Iván.
- María de los Ángeles García como Natalia.

## Inspiración
En agosto de 2006, la historia de una joven austríaca recorrió el mundo. Luego de pasar ocho años encerrada dentro de la casa de Wolfgang Priklopil, Natascha Kampusch logró escapar de un increíble cautiverio. Fueron años en que fue mantenida en un subterráneo de la casa, del cual sólo podía salir para bañarse. En esa casa fue educada Kampusch, quien reconoció que construyó una extraña relación con su captor.
Este caso es el que inspiró a la directora Francisca Silva para su debut cinematográfico, La mujer de Iván. La cinta debutó el 2011 en SANFIC y llega el 12 de diciembre a las salas comerciales locales. Antes tuvo un extenso periplo por festivales internacionales, como La Habana, México, Estados Unidos, India y Turquía.
Tal como en la historia real, un hombre de 40 años (encarnado por Marcelo Alonso) mantiene encerrada a una joven quinceañera (María de los Ángeles García). Entre ellos, la cinta va construyendo una tensa relación, de amor y odio, que va develando un extraño dominio de ella sobre la situación.

## Premios
| Año  | País           | Festival                               | Categoría                          | Resultado |
| ---- | -------------- | -------------------------------------- | ---------------------------------- | --------- |
| 2012 | Estados Unidos | Festival de Cine Iberoamericano        | Mención Especial del Jurado        | Ganadora  |
| 2012 | Colombia       | Festival de Cine de Bogotá             | Mejor Película                     | Ganadora  |
| 2011 | Turquía        | Festival de Cine de Mujeres de Turquía | Premio de la Crítica Internacional | Ganadora  |
| 2011 | India          | Festival Internacional de Kerala       | Mejor Director/a                   | Ganadora  |